# Hermonassa callista
Hermonassa callista är en fjärilsart som beskrevs av Charles Boursin 1968. Hermonassa callista ingår i släktet Hermonassa och familjen nattflyn. Inga underarter finns listade i Catalogue of Life.